# Agalinis obtusifolia
Agalinis obtusifolia là loài thực vật có hoa thuộc họ Cỏ chổi. Loài này được Raf. mô tả khoa học đầu tiên năm 1837.

## Hình ảnh